# Heidsee
Lo Heidsee (in romancio Igl Lai) è un lago che si trova tra i villaggi di Valbella e Lenzerheide sul territorio del comune di Vaz/Obervaz nel cantone svizzero dei Grigioni.
Si trova a 1484 m di altitudine e la sua superficie è di 0,41 km². È costituito da una parte settentrionale più grande e una parte meridionale più piccola, separate da una diga.
La parte settentrionale, che è la più antica del lago, si è formata dopo l'ultima era glaciale con l'acqua raccolta tra le morene e le frane. La prima menzione del lago risale al 1484.